# Orco Feglino
Orco Feglino je italská obec v provincii Savona v oblasti Ligurie.
K 31. prosinci 2011 zde žilo 900 obyvatel.

## Sousední obce
Calice Ligure, Finale Ligure, Mallare, Quiliano, Vezzi Portio